# Шершер, Леонид Рафаилович
Леонид Рафаилович Шершер (22 ноября [5 декабря] 1916, Одесса, Херсонская губерния — 30 августа 1942) — советский поэт, военный корреспондент, участник Великой Отечественной войны.

## Биография
Родился 22 ноября (по старому стилю) 1916 года в Одессе в семье бердичевского мещанина Рахмила Йосевича Шершера (15 августа 1886, Одесса — ?) и Эстер Йось-Лейзеровны (Надежды Лазаревны) Шершер (в девичестве Кларер, 1883—?), дочери австрийско-подданного; родители заключили брак там же 31 мая 1915 года. Дед, Иось Мошкович Шершер (1838—1909), владел галантерейным магазином в доме Покорного на Еврейской улице; бабушка — Зисель Мойшевна Шершер (1857—1908).  
С детства писал стихи, некоторые из которых печатались в «Пионерской правде». В 1935 году поступил на филологический факультет московского Института истории, философии и литературы. В 1940 году по окончании института был призван в Армию. Служил в артиллерийском полку, затем в театре. 
После начала Великой Отечественной войны добился перевода в действующую армию. В августе 1941 года стал военным корреспондентом газеты авиации дальнего действия «За правое дело». Затем был назначен инструктором-литератором в 3-ю авиационную дивизию дальнего действия. Продолжал писать стихи, очерки, рассказы для «Известий», «Комсомольской правды», «Нового мира». Неоднократно участвовал в боевых вылетах. Награждён медалью «За боевые заслуги».
По данным ОБД «Мемориал» политрук Леонид Рафаилович Шершер погиб в авиационной катастрофе 30 августа 1942 года.
Летал с экипажами А. И. Молодчего и Д. В. Чумаченко. Чумаченко высказывался о Шершере: «Ну, этот корреспондент хуже всякой бомбы. Он не понимает, что на цели разворот — это явная смерть. А ему — разворачивайся. Он будет смотреть, а ты — седеть». Погиб вместе с генерал-майором Новодрановым. Похоронен в поселке Монино.

## Семья
- Жена — Раиса Давыдовна Орлова (в девичестве Либерзон, 1918—1989), литературовед и прозаик. 
  - Дочь — Светлана Леонидовна Ива́нова (род. 1940), художница, была замужем за филологом В. В. Ива́новым.
- Троюродные братья — Эдуард Израилевич Кандель, нейрохирург; Эдуард Александрович Шершер (1924—2018), военный инженер-конструктор, полковник, начальник отдела в Центральном НИИ Военно-воздушных сил и ОКБ «Союз».

## Источник
Бенина М., Семёнова Е. Советские поэты, павшие на Великой Отечественной войне. — Академический Проект, 2005. — 576 с. — ISBN 5-7331-0320-5.